# Великий бог Пан (скульптура)
Великий бог Пан — бронзовая скульптура американского скульптора Джорджа Барнарда; с 1907 года находится на территории кампуса Колумбийского университета в Нью-Йорке.

## Описание и история
Скульптура изображает греческого бога Пана — наполовину человека, наполовину козла. Пан в исполнении Барнарда — зрелое, с сильной мускулатурой, с длинной запутанной бородой, ушами и раздвоенными копытами козы существо, но без рогов и хвоста. Он лениво откинулся на бок на вершине скалы, играя на своей камышовой флейте и свесив одно копыто с края скалы.

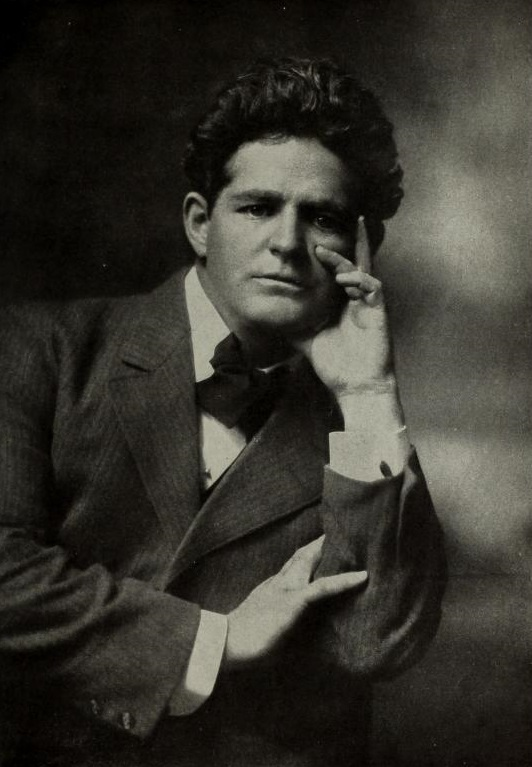
Джордж Барнард, 1908 год

Бронзовая скульптура имеет высоту около 49 дюймов (120 см), длину 97,5 дюйма (248 см) и ширину 43 дюйма (110 см). Её вес составляет 4300 фунтов (2000 кг). Основание из зелёного гранита, на котором размещена статуя, имеет высоту 27,5 дюймов (70 см), длину 111,5 дюймов (283 см) и ширину 45 дюймов (110 см). Одна надпись на нём гласит: «George Grey Barnard — Sculptor», другая — «Geo. Gray Barnard / Sc. 1899. Cast in one piece by / Henry-Bonnard Bronze Company / Founders New York 1899».
Барнард задумал скульптуру в 1894 году. Первоначально она планировалась как фонтан во дворе здания «Дакота» — роскошного жилого дома на Манхэттене в Верхнем Вест-Сайде. Альфред Кларк, наследник владельцев компании Singer Sewing Machine, был филантропом и ранним покровителем Джорджа Барнарда. Отец Кларка построил «Дакоту» и завещал здание в 1882 году своему внуку, сыну Альфреда — Эдварду. Кларк посетил в 1895 году Париж и поручил Барнарду приступить к созданию скульптуры несколько бо́льшего размера, чем в натуральную величину. Однако желанию Альфреда Кларка не суждено было сбыться. Он неожиданно умер в апреле 1896 года, а в ноябре этого же года его семья предложила скульптуру Пана передать Нью-Йорку в качестве фонтана в Центральном парке. Городская художественная комиссия одобрила дар и в течение шести месяцев рассматривала различные места, в конце концов отклонив предложение семьи Кларк. Но Эдвард Кларк всё равно продолжил идею своего отца и финансировал отливку Пан из бронзы и предложил скульптуру Метрополитен-музею для показа её на различных выставках.
Джордж Барнард создал гипсовую скульптуру и хотел по ней отлить бронзовую целиком, в отличие от собранных из отдельно отлитых деталей, но не мог найти во Франции литейного завода, готового выполнить это. Уроженец Франции — Юджин Оканье (Eugene Felix Aucaigne), менеджер компании Henry-Bonnard Bronze Company в Маунт-Верноне, принял этот вызов. После нескольких месяцев подготовки и изготовления чрезвычайно сложной формы он успешно выполнил поставленную задачу в августе 1898 года. Это была самая большая бронзовая скульптура, целиком отлитая в Соединённых Штатах в то время. Барнард ещё несколько лет боролся с художественной комиссией Нью-Йорка за установку своей работы на территории Центрального парка, но чиновники были непреклонны в своём решении.

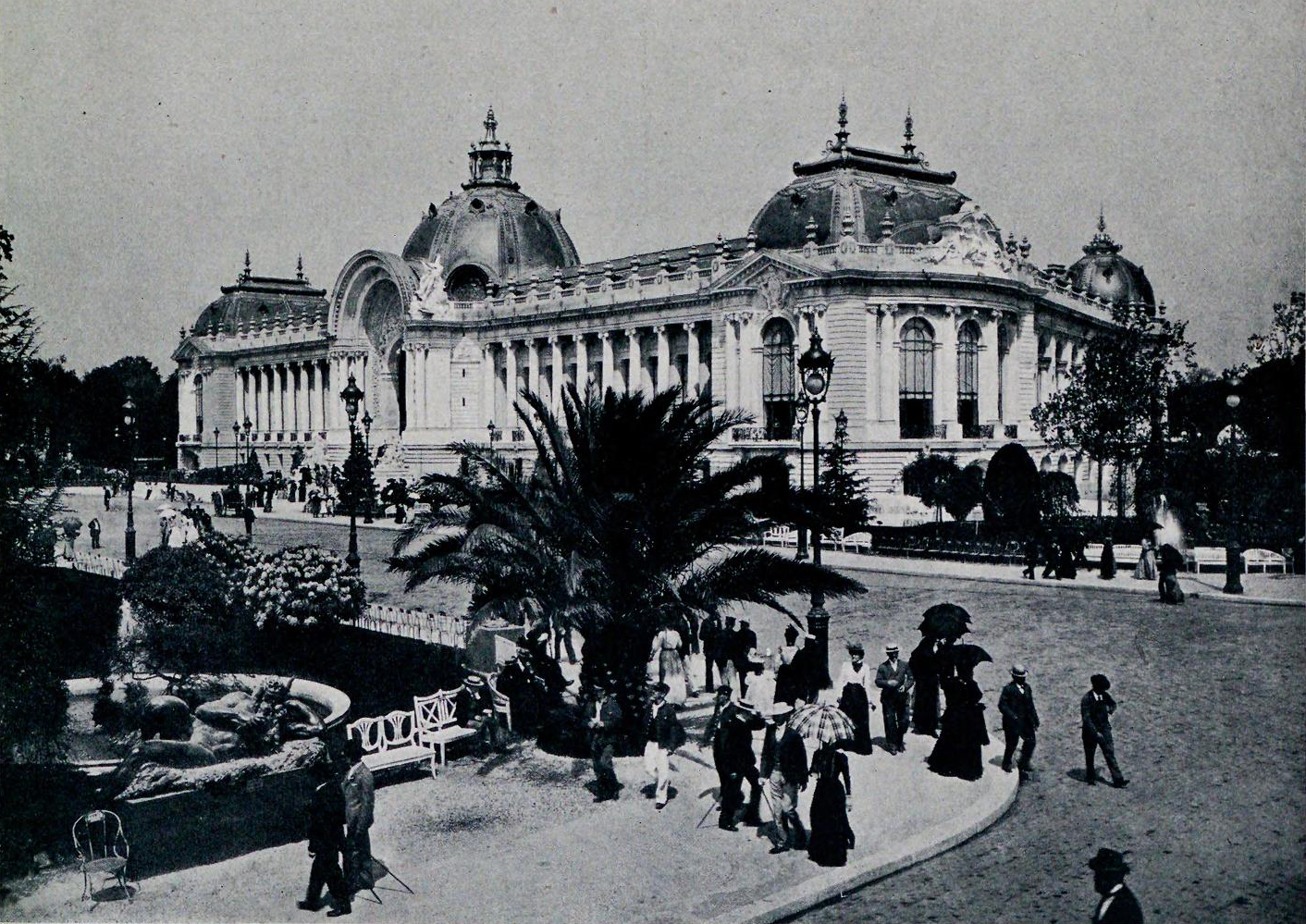
Скульптура на выставке в Париже

Затем в течение нескольких лет скульптор представлял своё произведение как в гипсе, так и в металле на различных выставках: на первой персональной выставке в 1898 году в Logerot Hotel на 5-й авеню (после чего передал работу в аренду Метрополитен-музею на год); на Всемирной выставке в Париже в 1900 году; на Панамериканской выставке в Буффало в 1901 году; на выставке Национального общества скульпторов в Мэдисон-сквер-гардене в 1902 году; на Всемирной выставке в Сент-Луисе в 1904 году. Осенью 1908 года гипсовая скульптура была представлена в Музее изящных искусств в Бостоне на персональной выставке Джорджа Барнарда.
После окончательного отклонения скульптуры Пана для Центрального парка Нью-Йорка, Эдвард Кларк и его мать пожертвовали бронзовую скульптуру Колумбийскому колледжу (ныне — Колумбийский университет). Скульптура была размещена на неоклассическом основании из зелёного гранита с тремя бронзовыми львиными головами для использования в качестве фонтана. Архитектором выступил Чарльз МакКим из компании McKim, Mead & White. Фонтан был установлен в 1907 году на пересечении улиц улице The Green at Amsterdam Avenue и 120th Street, а затем в северо-восточном углу университетского кампуса. После этого скульптура, в связи с сооружением новых зданий, была перемещена в 1959, 1963 и 1975 годах, после чего обрела свое нынешнее место напротив Льюисон-Холла.